# Cryptoblepharus cursor
Espèce
Synonymes
- Cryptoblepharus boutonii cursor Barbour, 1911

Cryptoblepharus cursor est une espèce de sauriens de la famille des Scincidae.

## Répartition
Cette espèce est endémique d'Indonésie. Elle se rencontre sur les îles de Bali et de Lombok, ainsi que dans les îlots au Sud-Ouest du Sulawesi.

## Liste des sous-espèces
Selon The Reptile Database (23 janvier 2014) :
- Cryptoblepharus cursor cursor Barbour, 1911
- Cryptoblepharus cursor larsonae Horner, 2007

## Publications originales
- Barbour, 1911 : New lizards and a new toad from the Dutch East Indies, with notes on other species. Proceedings of the Biological Society Washington, vol. 24, p. 15-22 (texte intégral).
- Horner, 2007 : Systematics of the snake-eyed skinks, Cryptoblepharus Wiegmann (Reptilia: Squamata: Scincidae) - an Australian based review. The Beagle Supplement, vol. 3, p. 21-198.